# Estación de Parc del Besòs
Parc del Besòs es una estación de la línea T5 del Trambesòs situada sobre la calle de Cristòfol de Moura al lado del barrio de la Mina de San Adrián del Besós. Esta estación se inauguró el 5 de mayo de 2007. Desde el 20 de febrero de 2012 también pasa la T6.
| << cabecera                 | < estación         | línea | estación >  | cabecera >>           |
| --------------------------- | ------------------ | ----- | ----------- | --------------------- |
| Ciutadella \| Vila Olímpica | Alfons el Magnànim |       | La Catalana | Gorg                  |
| Ciutadella \| Vila Olímpica | Alfons el Magnànim |       | La Mina     | Estació de Sant Adrià |

- Datos: Q8841417